# Línea 58 (EMT Madrid)
La línea 58 de la EMT de Madrid une el Puente de Vallecas con el barrio de Santa Eugenia.

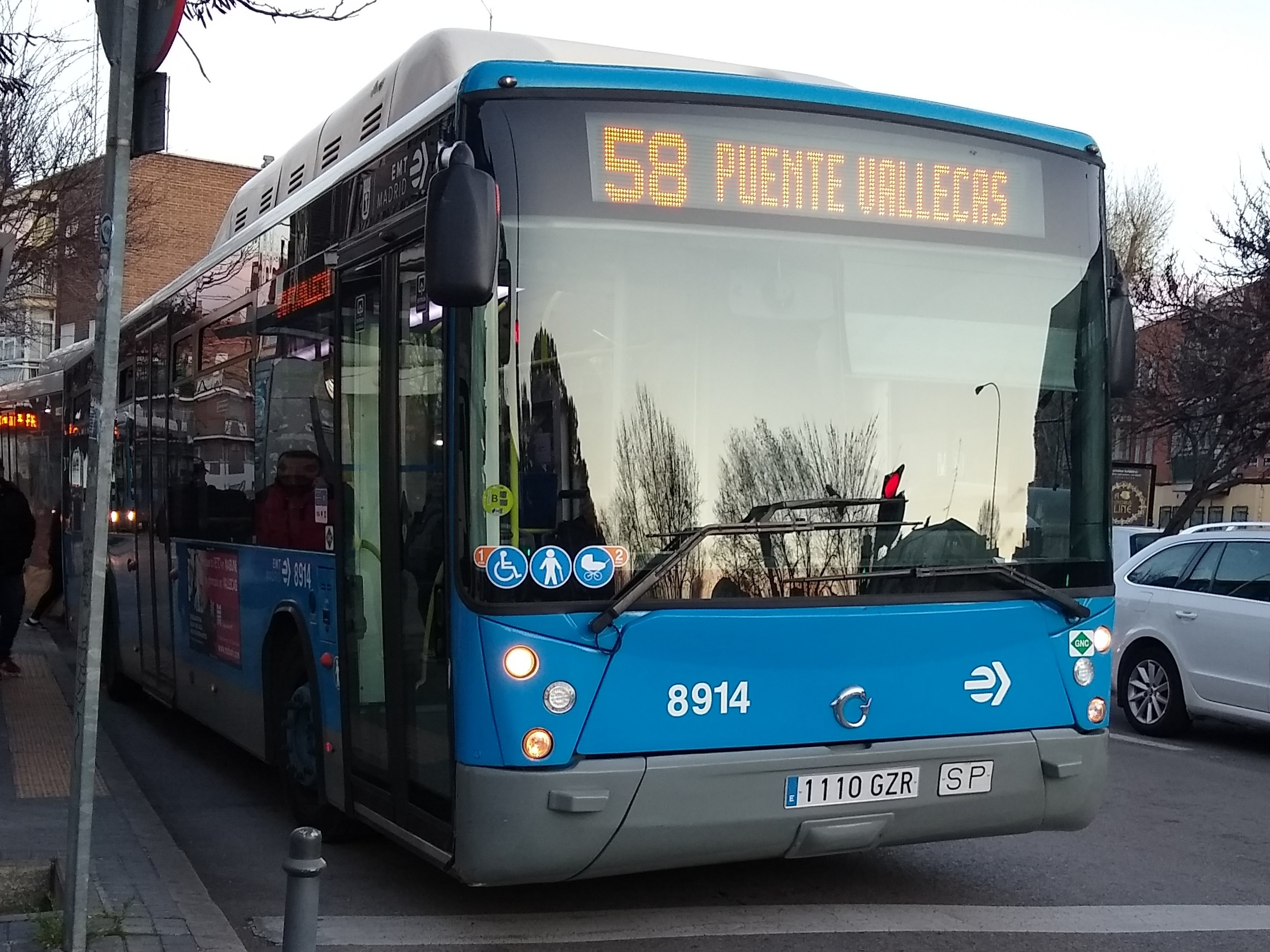
Foto de la línea en 2020

## Características

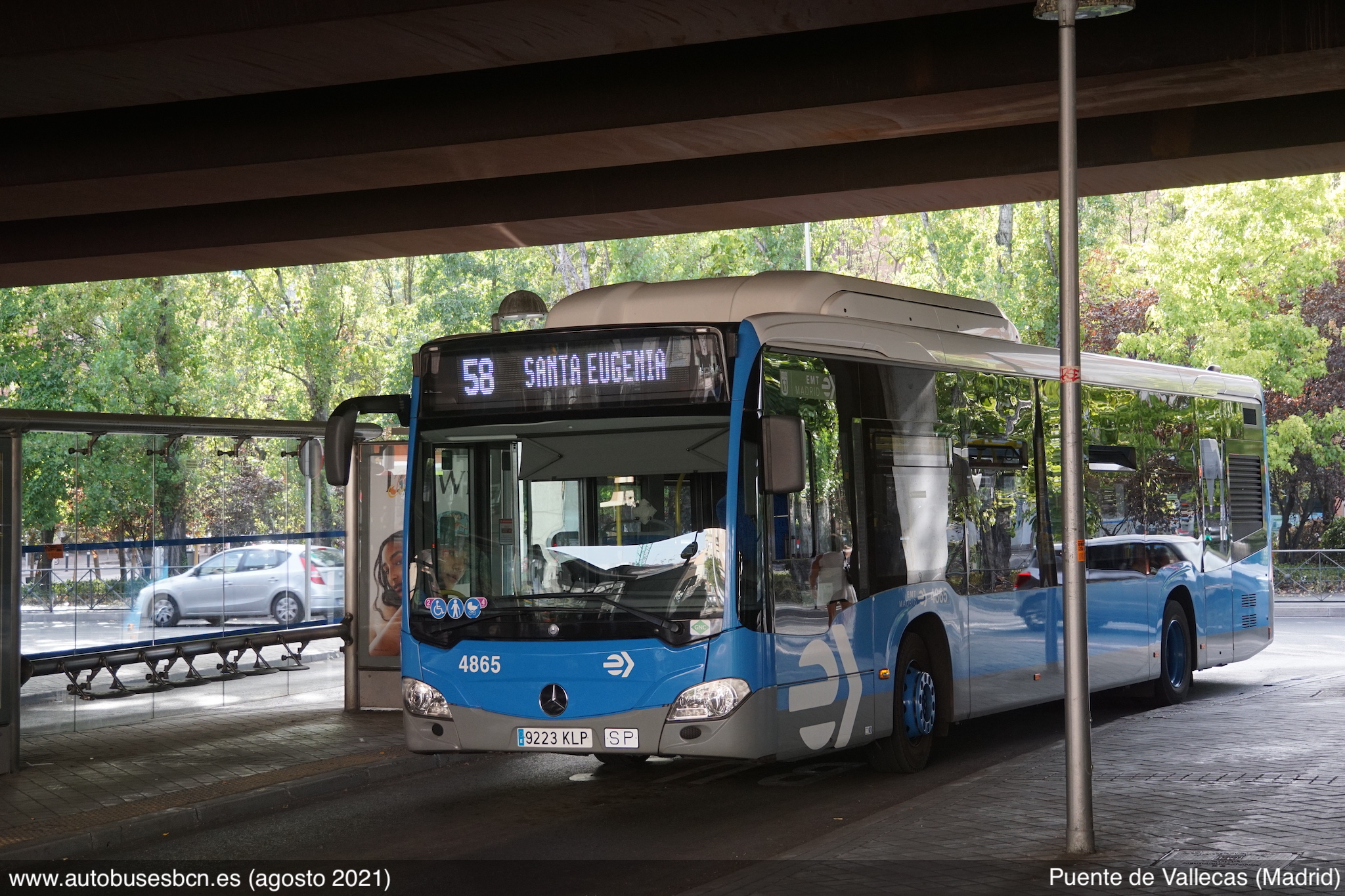
58 en Puente de Vallecas (Madrid), agosto de 2021.

Esta línea es la única que recorre entera en la actualidad la Avenida de la Albufera, y conecta el barrio de Santa Eugenia con el casco histórico de Vallecas y el corazón del distrito Puente de Vallecas.
En el pasado la línea 58 con raya roja unía el Puente de Vallecas con el Barrio Vilano, en Villa de Vallecas. En octubre de 1999 esta línea desapareció. El tramo entre el casco viejo de Villa de Vallecas y el Barrio Vilano pasó a realizarlo la línea 54.

### Frecuencias
| Lunes a viernes laborables |               |
| De 6:00 a 8:00             | 10-17 minutos |
| De 8:00 a 20:00            | 10-12 minutos |
| De 20:00 a 23:00           | 10-18 minutos |
| Sábados laborables         |               |
| De 6:00 a 10:00            | 15-35 minutos |
| De 10:00 a 20:00           | 13-16 minutos |
| De 20:00 a 23:00           | 15-22 minutos |
| Domingos y festivos        |               |
| De 7:00 a 9:00             | 17-32 minutos |
| De 9:00 a 20:00            | 15-19 minutos |
| De 20:00 a 23:00           | 14-22 minutos |

## Recorrido y paradas

### Sentido Barrio de Santa Eugenia
La línea inicia su recorrido en las dársenas situadas bajo la M-30, en el intercambiador de Puente de Vallecas, saliendo de las mismas para incorporarse a la Avenida de la Albufera.
Recorre esta avenida entera hasta franquear la autopista M-40, entrando a la Villa de Vallecas tras pasar bajo la vía del tren para incorporarse a la calle Sierra de Guadalupe, que recorre entera hasta llegar a la Plaza de Juan de Malasaña, donde toma la calle Real de Arganda, que recorre hasta la intersección con la calle Enrique García Álvarez, por la que circula a continuación girando a la derecha. Recorre esta calle entera girando al final a la derecha por el Camino de Vasares, por el cual circula hasta el final entrando en el barrio de Santa Eugenia por la Avenida de Santa Eugenia.
Dentro del barrio de Santa Eugenia, la línea tiene un circuito neutralizado en el que recorre la Avenida de Santa Eugenia, la Avenida del Mediterráneo, la calle Fuentespina y de nuevo la Avenida de Santa Eugenia, teniendo su cabecera frente al Nº 35 de esta vía.
| Código | Parada                                  | Común con                   | Conexiones con Metro y Cercanías | Otros |
| ------ | --------------------------------------- | --------------------------- | -------------------------------- | ----- |
| 1000   | PUENTE DE VALLECAS                      | 37 56 111                   | Puente de Vallecas               |       |
| 1001   | Junta Municipal Puente de Vallecas      | 54 57 136                   |                                  |       |
| 1003   | Nueva Numancia                          | 54 57 136                   | Nueva Numancia                   |       |
| 1005   | Avenida de la Albufera-Sierra de Cadi   | 54 136                      |                                  |       |
| 1007   | Portazgo-Estadio de Vallecas            | 54 103 136                  | Portazgo                         |       |
| 1009   | Buenos Aires                            | 54 103 136                  | Buenos Aires                     |       |
| 1011   | Instituto Tirso de Molina               | 103 143                     |                                  |       |
| 1013   | Alto del Arenal                         | 57 103 143                  | Alto del Arenal                  |       |
| 1015   | Avenida de la Albufera-Pablo Neruda     | 103 142 143                 |                                  |       |
| 1017   | Metro Miguel Hernández                  | 54 103 142 143              | Miguel Hernández                 |       |
| 1019   | Avenida de la Albufera-Miguel Hernández | 54 103 142 143              |                                  |       |
| 4680   | Polideportivo Palomeras                 | 103 142 143                 |                                  |       |
| 1023   | Avenida de la Albufera-Cocherón Villa   | 103 142 143                 |                                  |       |
| 4682   | Democracia-Arboleda                     | 54 103 142 143              |                                  |       |
| 1027   | Sierra Guadalupe                        | 54 103 130 142 143 E H1 T31 | Sierra de Guadalupe Vallecas     |       |
| 5163   | Sierra Guadalupe-San Jaime              | 54 103 142 143              |                                  |       |
| 4368   | Villa Vallecas                          | 54 103 142                  | Villa de Vallecas                |       |
| 1032   | Real de Arganda                         |                             |                                  |       |
| 1034   | Plaza Antonio María Segovia             |                             |                                  |       |
| 1036   | Enrique García Álvarez                  |                             |                                  |       |
| 4691   | Enrique García Álvarez-Camino Vasares   |                             |                                  |       |
| 1038   | Avenida Santa Eugenia-Camino de Vasares | 63                          |                                  |       |
| 2619   | Avenida Santa Eugenia 13                | 63                          |                                  |       |
| 1039   | Santa Eugenia                           | 63                          | Santa Eugenia                    |       |
| 1040   | Mediterráneo-Puentelarra                |                             |                                  |       |
| 1041   | Mediterráneo-Virgen de las Viñas        | 63                          |                                  |       |
| 4787   | Fuentespina-Centro de Salud             | 63                          |                                  |       |
| 1042   | Fuentespina                             | 63                          |                                  |       |
| 1043   | Avenida Santa Eugenia-Fuentespina       | 63                          |                                  |       |
| 1044   | Avenida Santa Eugenia-Virgen las Viñas  | 63                          |                                  |       |
| 1045   | Avenida Santa Eugenia-Puentelarra       | 63                          |                                  |       |
| 1046   | SANTA EUGENIA (Av. Sta. Eugenia, 35)    |                             |                                  |       |

### Sentido Puente de Vallecas
El recorrido de vuelta es igual al de ida pero en sentido contrario salvo en el tramo de circuito neutralizado del barrio de Santa Eugenia y en el trayecto por el casco histórico de Vallecas, donde circula por las calles Real de Arganda y Jesús del Pino en vez de hacerlos por la calle de Sierra de Guadalupe, que es de sentido único.
| Código | Parada                                      | Común con               | Conexiones con Metro y Cercanías | Otros |
| ------ | ------------------------------------------- | ----------------------- | -------------------------------- | ----- |
| 1046   | SANTA EUGENIA (Av. Sta. Eugenia, 35)        |                         |                                  |       |
| 4692   | Enrique García Álvarez-Camino Vasares       |                         |                                  |       |
| 1037   | Enrique García Álvarez                      |                         |                                  |       |
| 1035   | Plaza Antonio María Segovia                 |                         |                                  |       |
| 1033   | Real de Arganda                             |                         |                                  |       |
| 1031   | Villa Vallecas                              | 54 103 142              | Villa de Vallecas                |       |
| 4367   | Sierra Guadalupe                            | 54 103 142 143          | Sierra de Guadalupe Vallecas     |       |
| 4683   | Democracia-Arboleda                         | 54 103 142 143          |                                  |       |
| 51176  | Avenida de la Albufera-Cocherón de la Villa | 103 142 143             |                                  |       |
| 51189  | Polideportivo Palomeras                     | 103 142 143             |                                  |       |
| 1020   | Avenida de la Albufera-Miguel Hernández     | 54 103 142 143          |                                  |       |
| 1018   | Metro Miguel Hernández                      | 54 103 142 143          | Miguel Hernández                 |       |
| 1016   | Avenida de la Albufera-Pablo Neruda         | 103 142 143             |                                  |       |
| 1014   | Alto del Arenal                             | 103 143                 | Alto del Arenal                  |       |
| 1012   | Instituto Tirso de Molina                   | 103 143                 |                                  |       |
| 1010   | Buenos Aires                                | 103 136                 | Buenos Aires                     |       |
| 1008   | Portazgo-Estadio de Vallecas                | 54 103 136              | Portazgo                         |       |
| 1006   | Avenida de la Albufera-Sierra de Cadi       | 54 136                  |                                  |       |
| 1004   | Nueva Numancia                              | 54 57 136               | Nueva Numancia                   |       |
| 1002   | Junta Municipal Puente de Vallecas          | 10 24 54 57 111 136 310 |                                  |       |
| 3576   | Puente de Vallecas                          | 111                     | Puente de Vallecas               |       |
| 1000   | PUENTE DE VALLECAS                          | 37 56 111               | Puente de Vallecas               |       |